# Берман, Матвей Давыдович
Матве́й Давы́дович Бе́рман (10 апреля 1898 — 7 марта 1939) — деятель ЧК-ОГПУ-НКВД СССР, начальник ГУЛаг ОГПУ-НКВД (1932—1937), заместитель народного комиссара внутренних дел СССР (1936—1937). Народный комиссар связи СССР (1937—1938). Комиссар государственной безопасности 3-го ранга (29.11.1935). Репрессирован, осужден и расстрелян в 1939 году, реабилитирован посмертно в 1957 году.
Был назван Солженицыным одним из «главных подручных у Сталина и Ягоды, главных надсмотрщиков Беломора, шестерых наёмных убийц», виновных в гибели десятков тысяч жизней.

## Биография
Родился в Читинском уезде Забайкальской области в еврейской семье владельца кирпичного завода и паровой мельницы на Забайкальской железной дороге (впоследствии разорился, при Советской власти благодаря помощи сыновей служил в хозяйственных организациях). Числился по крестьянскому сословию.

### Революция и Гражданская война
В мае 1917 года призван в Русскую армию. После короткой службы в 15-м Сибирском стрелковом запасном полку (Красноярск) добровольцем записался в желающие пройти обучение в военном училище и уже в начале июня направлен на учёбу. В октябре кончил Иркутское военное училище, произведён в чин прапорщика и направлен в 25-й запасной стрелковый полк (Томск) командиром взвода. В Томске сразу же присоединился к местным большевикам, избран членом полкового солдатского комитета. Участник Октябрьской революции и установления Советской власти в Западной Сибири. С января 1918 года — товарищ председателя военного отдела Томского губисполкома, заведующий пулемётных и бомбомётных команд Томского гарнизона, участвовал в подавлении выступления юнкеров в Томске. В 1918 г. вступил в РКП(б).
Участник Гражданской войны в Сибири. После победы восстания чехословацкого корпуса перешёл на нелегальное положение, сумел пробраться из Томска через Сибирь и Урал до занятой красными Вятки. В июне 1918 года стал заведующим агитационно-вербовочным отделом Глазовского уездного военкомата.

### ВЧК-ОГПУ-НКВД
В органах ВЧК-ГПУ-НКВД с августа 1918 года. С августа 1918 — председатель Глазовской уездной ЧК, с октября 1918 — инспектор Управления особых формирований ВЧК (Пермь, Вятка, Екатеринбург), с октября 1919 — помощник начальника следственно-оперативной части Екатеринбургской губернской ЧК, с ноября 1919 — начальник оперативного отдела Сибирской ЧК (Омск), с января 1920 — председатель Томской уездной ЧК, с марта 1920 — председатель Томской губернской ЧК. За превышение власти, принуждение женщины к вступлению с ним в брак и за участие в пьянке исключался из РКП(б) в порядке взыскания сроком на 1 месяц в 1918 году.
В августе 1920 года был назначен директором Государственной политической охраны Дальневосточной республики, но вступил в конфликт с руководством ДВР и был оттуда отозван. С октября 1920 года — заместитель председатель Енисейской губернской ВЧК-ГПУ. С декабря 1920 года был председателем Семипалатинской губернской ЧК. С марта 1921 года — председатель Иркутской губернской ЧК (с февраля 1922 — ГПУ) и одновременно начальник особого отдела 5-й армии.
С сентября 1923 года — нарком внутренних дел и заместитель Председателя Совнаркома Бурят-Монгольской АССР. Также в 1924 году входил в состав редколлегии журнала «Жизнь Бурятии».
В августе 1924 года переведён на работу в Среднюю Азию и назначен начальником оперативного управления полномочного представительства ОГПУ по Средней Азии. С февраля 1927 года — председатель ГПУ Узбекской ССР. С февраля 1928 года был начальником Владивостокского окружного отдела ГПУ, с ноября 1929 года — заместителем полномочного представителя ОГПУ по Ивановской промышленной области.

### ГУЛАГ
С июля 1930 — заместитель начальника, а с 9 июня 1932 года — начальник ГУЛАГ ОГПУ СССР (до 16 августа 1937). Одновременно был начальником Переселенческого отдела НКВД (1936), начальником строительства канала Волга—Москва (1936—1937), заместителем начальника Главного управления Севморпути при СНК СССР (1934—1937), заместителем наркома связи СССР (1936—1937).

Ближайшее время будут осуждены и должны быть изолированы в особо усиленных условиях режима семьи расстрелянных троцкистов и правых, примерно в количестве 6-7 тысяч человек, преимущественно женщин и небольшое количество стариков. С ними будут также направляться дети дошкольного возраста.— Шифротелеграмма начальника ГУЛАГа Матвея Бермана от 3 июля 1937 года
26 января — 10 февраля 1934 года делегат XVII съезда ВКП(б). Член ЦИК СССР в 1935—1937 годах, депутат Верховного Совета СССР 1-го созыва (с 1937 года).

### Закат карьеры и казнь

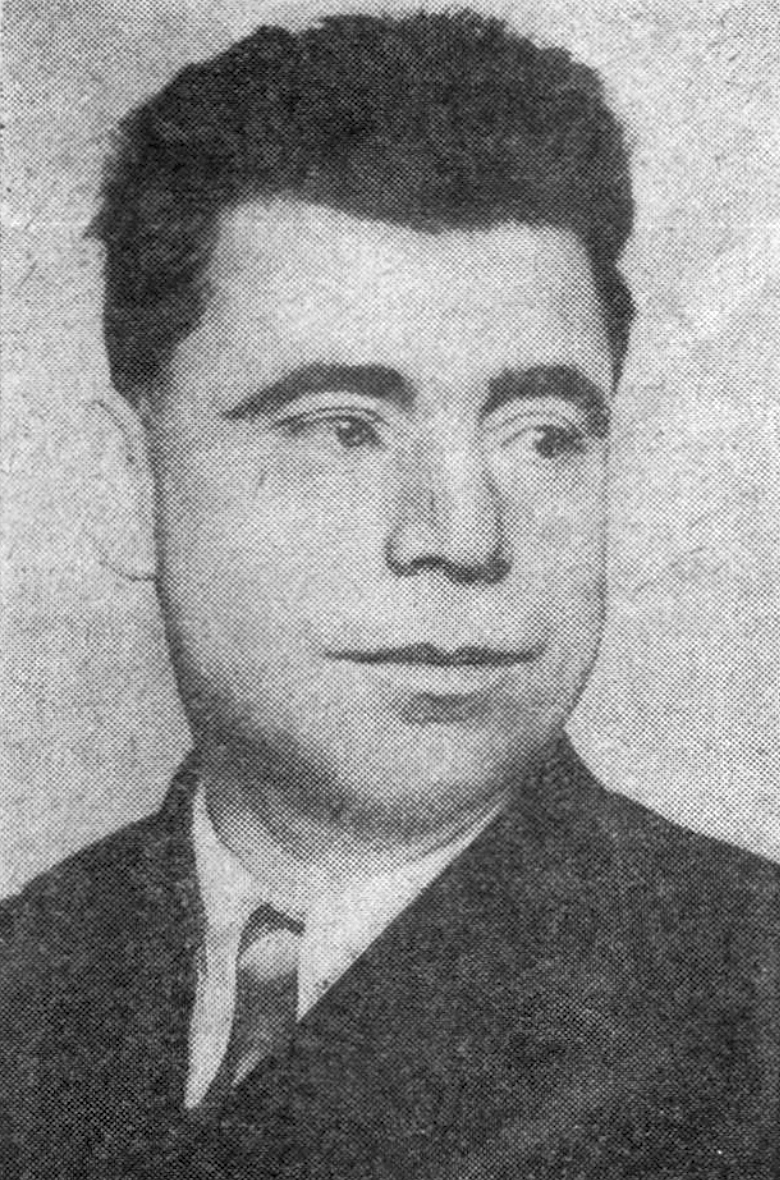
М. Д. Берман, 1938 год

Однако после увольнения из НКВД его бывшего шефа Г. Г. Ягоды позиции Бермана стали слабеть. Хотя при новом наркоме Н. И. Ежове с сентября 1936 по август 1937 года Берман стал заместителем наркома НКВД СССР с сохранением должности начальника ГУЛАГа, но прежним влиянием он уже не пользовался. 16 августа 1937 года он был снят со всех постов в НКВД СССР и в тот же день назначен Народным комиссаром связи СССР. Годом ранее на этот же пост из НКВД был переведён Г. Г. Ягода, который и был арестован на посту наркома связи. Тем самым, такой перевод был для Бермана зловещим предзнаменованием. Впрочем, он активно занялся «ликвидацией вредительства» в наркомате связи, обвинив в «засорении наркомата вредителями» и своего бывшего шефа Г. Ягоду.
23 декабря 1938 года был исключён из ВКП(б) и 24 декабря 1938 года арестован прямо в кабинете Г. М. Маленкова. Содержался в Лубянской тюрьме. Обвинялся в членстве с 1933 года в «антисоветской террористической организации в НКВД», в «выполнении заданий Ягоды по сохранению кадров заговорщиков от разоблачения» и «во вредительстве в системе ГУЛАГа на строительстве канала Волга—Москва», в «подготовке террористических актов против руководства ВКП(б) и Советского правительства». Кроме того, Берман и сам «создал и возглавил террористическую группу», на посту наркома связи «вёл подрывную работу в области работ оборонного значения», а с 1936 года был ещё и «агентом германской разведки». Внесён в «список Л. Берии—А. Вышинского» от 15 февраля 1939 года по 1-й категории. На заседании Военной коллегии Верховного суда СССР 7 марта 1939 года вину признал, осуждён к высшей мере наказания и расстрелян в тот же день вместе с наркомами СССР А. В. Бакулиным и А. Д. Брускиным, ответственными сотрудниками НКВД центрального аппарата и региональных управлений Д. М. Дмитриевым, Г. Ф. Горбачом, Л. И. Коганом, К. К. Мукке, лейтенантом ГБ И. Д. Бергом и другими. Место захоронения — могила невостребованных прахов № 1 крематория Донского кладбища.
Посмертно был лишён всех государственных наград указом Президиуме Верховного Совета СССР от 24 января 1941 года вместе с большим количеством других репрессированных руководителей органов госбезопасности.
Реабилитирован посмертно 17 октября 1957 года определением ВКВС СССР.

## Семья
- Брат — Борис Давыдович Берман (1901—1939), разведчик-нелегал, нарком внутренних дел Белорусской ССР (1937—1938).
- Брат — Юрий Давидович Берман (1910—2001), уроженец с. Андриановка Читинского уезда Забайкальской обл., состоял в ВКП(б) с 1936 года, образование — Томский педагогический техникум (1931 г.); с 1931 года преподаватель обществоведения 7-летней школы на ст. Болотная Омской железной дороги (Западно-Сибирский край), секретарь комитета ВЛКСМ транспортников там же; в органах НКВД с января 1934 года: секретарь особого отдела ОГПУ 78-й стрелковой дивизии (Томский оперсектор ОГПУ), помощник уполномоченного, уполномоченный, оперуполномоченный и секретарь Особого отдела ГУГБ НКВД Сибирского военного округа, с октября 1937 года сотрудник аппарата 3-го отдела УГБ УНКВД по Новосибирской области. С 1938 года исполняющий обязанности начальника Анжеро-Сунженского ГО НКВД (Новосибирская обл.); с мая 1938 года врид начальника 3-го отдела Анжеро-Сунженского ГО НКВД. Лейтенант ГБ (1938). В январе 1939 года уволен из органов НКВД, выехал на жительство в Алма-Атинскую область, где работал преподавателем в средней школе. 19 июля 1939 года арестован и в декабре 1940 года осуждён к ВМН приговором Вт войск НКВД Сибирского округа. 15 февраля 1941 года ВКВС СССР ВМН заменена на 10 лет ИТЛ. После освобождения из мест заключения проживал в Черепановском районе Новосибирской области, затем в Новосибирске. Умер в 2001 году[10].

## Награды
- Орден Ленина (№ 559, 4.08.1933) — за активное участие в руководстве строительством Беломорско-Балтийского канала[11]
- Орден Красного Знамени (16.12.1927)
- Орден Красной Звезды (14.07.1937)
- Орден Трудового Красного Знамени Узбекской ССР (27.12.1927)
- Знак «Почётный работник ВЧК—ГПУ (V)» (1924)
- Знак «Почётный работник ВЧК—ГПУ (XV)» (1932)